# 448. pehotni polk (Wehrmacht)
448. pehotni polk (izvirno nemško Infanterie-Regiment 448) je bil eden izmed pehotnih polkov v sestavi redne nemške kopenske vojske med drugo svetovno vojno.

## Zgodovina
Polk je bil ustanovljen 4. oktobra 1940 kot polk 11. vala na vadbišču Döllersheim z delov 134. in 486. pehotnega polka; polk je bil dodeljen 137. pehotni diviziji.
Leta 1942 je bil uničen I. bataljon 15. oktobra 1942 je bil polk preimenovan v 448. grenadirski polk.